# Dysfasi
Dysfasi (Dysphasia, gr. dys- dårlig +fasis talen) er betegnelsen for en langsom eller forsinket udvikling af sproget hos børn; sprogdefekter efter det fjerde eller femte år betegnes som afasi.
Da dysphasia let forveksles med dysphagia, synkningsbesvær, behandles dysfasi ofte under afasi.